# シャンペン・ポルカ
『シャンペン・ポルカ』（ドイツ語: Champagner-Polka）作品211は、ヨハン・シュトラウス2世が作曲したポルカ。『シャンパン・ポルカ』とも呼ばれる。曲中にはシャンペンの音が鳴る。副題に「音楽的冗談」と付けられている。

## 概要

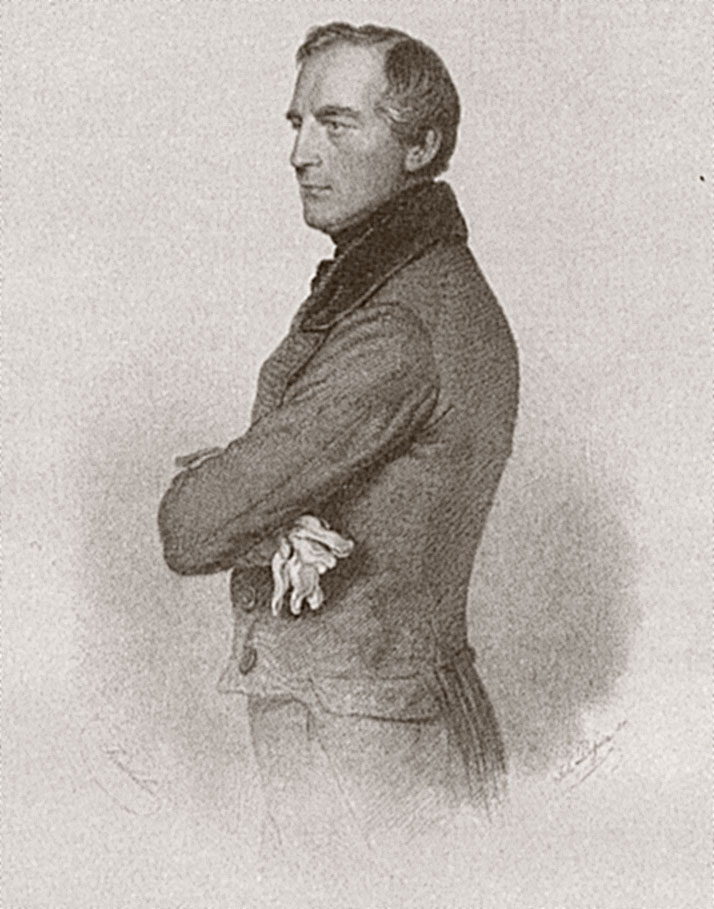
カール・ルートヴィヒ・フォン・ブルック男爵

1858年の8月10日に、シュトラウス2世が毎年夏に演奏会旅行に出かけていたロシアの首都サンクトペテルブルク近郊のパブロフスクで作曲され、短期間で完成された。当初「舞踏会のシャンペン（またはシャンパン）」のタイトルで初演されたが、同年の11月17日にウィーンのフォルクスガルテンで行われた演奏会で、現在のタイトルに改めて紹介された。その際に、当時の大蔵大臣であるカール・ルートヴィヒ・フォン・ブルック男爵に献呈された。
なお、ブルック男爵はのちにフランスとサルデーニャとの戦争（第2次イタリア独立戦争）の際に武器・弾薬などの補給不備の責任を問われ、1860年4月20日に自殺するという、陽気な曲に相応しくない後日談がある。
演奏されることは少ないが、リッカルド・ムーティの指揮する2004年のニューイヤーコンサートで演奏されたことがある。